# Mahasamund
Mahasamund (en hindi: महासमुन्द ) es una ciudad de la India capital del distrito de Mahasamund, en el estado de Chhattisgarh.

## Geografía
Se encuentra a una altitud de 297 m s. n. m. a 57 km de la capital estatal, Raipur, en la zona horaria UTC +5:30.

## Demografía
Según estimación 2012 contaba con una población de 59 906 habitantes.